# 銀河快槍手
《銀河快槍手》是1993年由Treasure開發，世嘉發行在Mega Drive上的動作射擊遊戲。此遊戲也是Treasure員工由科樂美獨立出來後所開發的第一款代表作品。

## 外部連結
- Treasure創社自信之作--Gunstar Heroes(銀河快槍手、火槍英雄) （页面存档备份，存于）